# Olorien (Ngorongoro)
Olorien/Magaiduru (auch Oloirien) ist ein Verwaltungsbezirk (Ward) des Distrikts Ngorongoro in der tansanischen Region Arusha.

## Geografie
Olorien/Magaiduru liegt im Norden von Tansania nahe der keniatischen Grenze, etwa 180 Kilometer nordwestlich von Arusha. Der Westen ist eine hügelige Hochfläche etwas unter 2000 Meter Meereshöhe, der gebirgige Osten steigt auf 2500 Meter an.
Der Bezirk grenzt im Norden an Orgosorok und Enguserosambu, im Osten an Kirangi, im Südosten an Samunge, im Süden an Maalon und im Westen an Oloipiri. Er hat eine Fläche von 259 Quadratkilometern. Bei der Volkszählung 2022 lebten hier 10.898 Menschen in 2194 Haushalten.

## Gliederung
Olorien/Magaiduru besteht aus vier Gemeinden (Mtaa) mit vier Orten (Kitongoji):
| Oloirien - Oloirien | Magaiduru - Magaiduru | Oldonyowas - Oldonyowas | Wasso - Wasso |

## Wirtschaft und Infrastruktur
- Gesundheit: Im Ort Wasso befindet sich ein privates Distriktkrankenhaus.[8] Die staatliche Apotheke in Oloirien behandelt nur ambulante Patienten.[9]
- Bildung: Die Loliondo Secondary School ist eine staatliche Schule für Burschen und Mädchen mit einer Ausbildung bis zur 4. Stufe.[10][11]